# 井上策雲因碩
井上策雲因碩（1672年—1735年），日本圍棋棋手，生於越後，為棋聖道策的徒弟，自報姓名三崎策雲。
1701年成為道節因碩的養子，改名「因節」，成為跡目，並開始出賽御城碁。1719年道節去世接任井上家家督，道節遺書希望眾人能推舉當時最強的本因坊道知繼任為新名人，但是因碩面對小自己20歲的師弟，可能心裡上不痛快，而聯合同樣是道知師兄的林家家督林朴入，與道知手下敗將安井仙角，一同冷落道知，之後惹火了道知，而對三家下爭碁戰帖而狼狽不堪（詳見道知頁面）。
1726年跡目友碩去世，改立伊藤春碩為跡目。1734年退休，隔年去世。

## 外部連結
日本圍棋故事